# Tom Beck
Thomas Helmut Beck (Norimberga, 26 febbraio 1978) è un attore e cantante tedesco.
È conosciuto principalmente per l'interpretazione del personaggio di Ben Jäger dalla 13ª stagione della serie televisiva Squadra Speciale Cobra 11.

## Biografia
Tom Beck è cresciuto nell'exclave di Norimberga Brunn e si è diplomato al Neuen Gymnasium Nürnberg nel 1998. 
Ha una relazione con l'attrice Chryssanthi Kavazi dal 2015 e si è sposato nell'agosto 2018. Il 9 novembre 2019 entrambi sono diventati genitori di un bambino. Il 22 ottobre 2023 hanno annunciato di aspettare un altro bambino che dovrebbe nascere nella successiva primavera.
Per il suo lavoro per Squadra Speciale Cobra 11, Beck ha vissuto a Colonia.

## Carriera
Beck ha suonato e cantato in due gruppi; ha lasciato King Schlayer, il suo secondo, nel 2001 dopo il secondo anno.
Dopo aver ricevuto il premio al National Singing Competition nel 2001, Beck è stato impegnato come interprete in musical tra il 2005 e il 2007. Dal 2004 è apparso in varie produzioni televisive. Dall'autunno 2008 alla fine del 2013, Beck è apparso nella serie d'azione Squadra Speciale Cobra 11  insieme a Erdoğan Atalay nei panni di Kriminallhauptkommissar Ben Jäger.
Nel 2009 ha interpretato il ruolo di un postino nel film Keinohrhasen 2. 
Nel marzo 2011 ha inciso il suo primo album Superficial Animal.
Ha frequentato tra il 1999 e il 2003 l'accademia di recitazione a Monaco di Baviera.
Suona molti strumenti tra cui: pianoforte, batteria, chitarra, fisarmonica e organo. L'11 novembre 2011 è uscita la versione speciale del suo primo album Superficial Animal. Da questo album sono usciti 3 video tra cui Sexy, Drive My Car e The Longing.
Il 5 ottobre 2012 è uscito il suo secondo album con il nome di Americanized, da cui sono stati estratti i singoli Ain't Got You e When You Go.

## Filmografia

### Cinema
- Vaterfreuden, regia di Matthias Schweighöfer e Torsten Künstler (2014)
- Alles ist Liebe, regia di Markus Goller (2014)
- SMS per te (SMS für Dich), regia di Karoline Herfurth (2016)
- Männertag, regia di Holger Haase (2016)

### Televisione
- Il commissario Zorn (Der Ermittler) – serie TV, 1 episodio (2004)
- In aller Freundschaft – serie TV, 1 episodio (2006)
- Polizeiruf 110 – serie TV, 1 episodio (2006)
- Il nostro amico Charly (Unser Charly) – serie TV, 1 episodio (2006)
- La casa del guardaboschi (Forsthaus Falkenau) – serie TV, 1 episodio (2007)
- Inga Lindstrom - Matrimonio a Hardingsholm (Inga Lindstrom - Hochzeit in Hardingsholm), regia di Karola Meeder – film TV (2008)
- Squadra Speciale Cobra 11 (Alarm für Cobra 11 – Die Autobahnpolizei) – serie TV, 82 episodi (2008-2013; 2019)
- Squadra Speciale Colonia (SOKO Köln) – serie TV, 1 episodio (2011)
- Luna di miele... con fantasmi (Geister all inclusive), regia di Axel Sand – film TV (2011)
- You Are Wanted – serie TV, 7 episodi (2017)
- Einstein – serie TV, 32 episodi (2017-2019)

### Videogiochi
- Indiana Jones e l'antico cerchio (2024)

## Discografia
- 2011 – Superficial Animal
- 2012 – Americanized
- 2013 – Americanized Tour 2013
- 2014 – Unplugged in Köln
- 2015 – So wie es ist

### Singoli
- 2011 – Sexy (Superficial Animal)
- 2011 – Drive My Car (Superficial Animal)
- 2011 – The Longing (Superficial Animal - Special Edition)
- 2012 – Der Moment
- 2012 – Ain't got you (Americanized)
- 2012 – Nice Guys Finish Last (Americanized)
- 2013 – This Time

## Doppiatori italiani
Nelle versioni in italiano delle opere in cui ha recitato, Tom Beck è stato doppiato da:
- Francesco Pezzulli in Squadra Speciale Cobra 11, Einstein
- Fabio Boccanera in Inga Lindstrom - Matrimonio a Hardingsholm
- Christian Iansante in You Are Wanted

Da doppiatore è stato sostituito da:
- Gianluca Crisafi in Indiana Jones e l'antico cerchio